# Harriett Abrams
Harriett Abrams, född 1758, död 1821, var en brittisk kompositör. 
Hon var engagerad som operasångare (sopran) vid Drury Lane Theatre 1775-1780, och därefter en populär konsertsångare i London 1780-1790. 